# アリゲーター/愛と復讐のワニ人間
『アリゲーター/愛と復讐のワニ人間』（アリゲーター/あいとふくしゅうのワニにんげん、Krai Thong）は、タイ王国の映画。
タイに伝わる民話、及びそれを基にした歌唱舞踏劇『クライトーン』を原作としている。

## キャスト
| 役名         | 俳優                     | 日本語吹替 |
| ------------ | ------------------------ | ---------- |
| クライトーン | ウィナイ・クレイブット   | 藤原啓治   |
| チャラワン   | ジェット・パドゥンタム   | 相沢正輝   |
| タパオトン   | ワナサ・トンウィセット   | 児玉孝子   |
| タパオケウ   | プラリファ・シリウィドカ | 落合るみ   |
| ルワム       | チュティマ・エヴェリー   | 山川亜弥   |
| ヴィマラ     | シャンペン・X            | 藤貴子     |
| リッチ       |                          | 秋元羊介   |
| ソーイ       |                          | 伊井篤史   |
| プレウ       |                          | 並木伸一   |
| スリ         |                          | 重松朋     |
| クーン       |                          | 宗矢樹頼   |

その他の声の吹き替え：髙月希海／奥田啓人／齋藤龍吾／田村聖子／宮島史年／水野光太